# Virginia Slims of California 1986
Il Virginia Slims of California 1986 è stato un torneo di tennis giocato sul sintetico indoor.
È stata la 16ª edizione del torneo, che fa parte del Virginia Slims World Championship Series 1986.
Si è giocato a San Francisco negli Stati Uniti, dal 24 febbraio al 2 marzo 1986.

## Campionesse

### Singolare
Chris Evert-Lloyd ha battuto in finale  Kathy Jordan con il punteggio di 6–2, 6–4

### Doppio
Hana Mandlíková /  Wendy Turnbull hanno battuto in finale  Bonnie Gadusek /  Helena Suková con il punteggio di 7–6(5), 6–1